# Уильямс, Эллиот
Эллиот Джерелл Уильямс (англ. Elliot Jerell Williams; родился 20 октября 1989 года в Мемфисе, штат Теннесси) — бывший американский профессиональный баскетболист, который играл на позиции атакующего и разыгрывающего защитника. Был выбран на драфте НБА 2010 года в первом раунде под общим 22-м номером командой «Портленд Трэйл Блэйзерс».

## Студенческая карьера
В сезоне 2008/2009 он сыграл 34 матчей за команду Дьюка. В них Эллиот Уильямс проводил в среднем на площадке 16,6 минуты, набирал в среднем 4,2 очков, делал в среднем 2,3 подбора, а также в среднем 0,6 перехватов, допускал 0,9 потери, отдавал в среднем 0,7 передачи.
В сезоне 2009/2010 он сыграл 34 матча за команду Мемфиса. В них Эллиот Уильямс проводил в среднем на площадке 33,3 минут, набирал в среднем 17,9 очков, делал в среднем 4,0 подбора, а также в среднем 1,3 перехвата и 0,1 блок-шота, допускал 2,9 потери, отдавал в среднем 3,8 передачи.

## НБА
Эллиот Уильямс был выбран под 22-м номером на драфте НБА 2010 года Портленд Трэйл Блэйзерс. После предсезонных игр за «Блэйзерс» Уильямс пропустил сезон 2010/2011 из-за травмы колена и сезон 2012/2013 из-за разрыва ахиллово сухожилия.

## Статистика

### Статистика в НБА
| Сезон                                                                                    | Команда     | Регулярный сезон | Регулярный сезон | Регулярный сезон | Регулярный сезон | Регулярный сезон | Регулярный сезон | Регулярный сезон | Регулярный сезон | Регулярный сезон | Регулярный сезон | Регулярный сезон | Серия плей-офф | Серия плей-офф | Серия плей-офф | Серия плей-офф | Серия плей-офф | Серия плей-офф | Серия плей-офф | Серия плей-офф | Серия плей-офф | Серия плей-офф | Серия плей-офф |
| Сезон                                                                                    | Команда     | GP               | GS               | MPG              | FG%              | 3P%              | FT%              | RPG              | APG              | SPG              | BPG              | PPG              | GP             | GS             | MPG            | FG%            | 3P%            | FT%            | RPG            | APG            | SPG            | BPG            | PPG            |
| ---------------------------------------------------------------------------------------- | ----------- | ---------------- | ---------------- | ---------------- | ---------------- | ---------------- | ---------------- | ---------------- | ---------------- | ---------------- | ---------------- | ---------------- | -------------- | -------------- | -------------- | -------------- | -------------- | -------------- | -------------- | -------------- | -------------- | -------------- | -------------- |
| 2011/12                                                                                  | Портленд    | 24               | 0                | 6,2              | 50,0             | 29,6             | 33,3             | 0,8              | 0,3              | 0,3              | 0,1              | 3,7              | Не участвовал  | Не участвовал  | Не участвовал  | Не участвовал  | Не участвовал  | Не участвовал  | Не участвовал  | Не участвовал  | Не участвовал  | Не участвовал  | Не участвовал  |
| 2013/14                                                                                  | Филадельфия | 67               | 2                | 17,3             | 41,5             | 29,6             | 73,1             | 1,9              | 1,1              | 0,5              | 0,0              | 6,0              | Не участвовал  | Не участвовал  | Не участвовал  | Не участвовал  | Не участвовал  | Не участвовал  | Не участвовал  | Не участвовал  | Не участвовал  | Не участвовал  | Не участвовал  |
| 2014/15                                                                                  | Юта         | 5                | 0                | 8,4              | 46,2             | 71,4             | 50,0             | 0,6              | 0,8              | 0,4              | 0,0              | 3,6              | Не участвовал  | Не участвовал  | Не участвовал  | Не участвовал  | Не участвовал  | Не участвовал  | Не участвовал  | Не участвовал  | Не участвовал  | Не участвовал  | Не участвовал  |
| 2014/15                                                                                  | Нью-Орлеан  | 8                | 0                | 9,6              | 33,3             | 27,3             | 0,0              | 0,6              | 1,0              | 0,3              | 0,0              | 2,4              | Не участвовал  | Не участвовал  | Не участвовал  | Не участвовал  | Не участвовал  | Не участвовал  | Не участвовал  | Не участвовал  | Не участвовал  | Не участвовал  | Не участвовал  |
| 2015/16                                                                                  | Мемфис      | 5                | 0                | 9,0              | 20,0             | 25,0             | 75,0             | 0,8              | 0,8              | 0,0              | 0,0              | 1,6              | Не участвовал  | Не участвовал  | Не участвовал  | Не участвовал  | Не участвовал  | Не участвовал  | Не участвовал  | Не участвовал  | Не участвовал  | Не участвовал  | Не участвовал  |
|                                                                                          | Всего       | 109              | 2                | 13,5             | 42,1             | 31,0             | 66,9             | 1,5              | 0,9              | 0,4              | 0,1              | 4,9              | Не участвовал  | Не участвовал  | Не участвовал  | Не участвовал  | Не участвовал  | Не участвовал  | Не участвовал  | Не участвовал  | Не участвовал  | Не участвовал  | Не участвовал  |
| Наведите курсор мыши на аббревиатуры в заголовке таблицы, чтобы прочесть их расшифровку. |             |                  |                  |                  |                  |                  |                  |                  |                  |                  |                  |                  |                |                |                |                |                |                |                |                |                |                |                |

### Статистика в Джи-Лиге
| Сезон                                                                                    | Команда               | Регулярный сезон | Регулярный сезон | Регулярный сезон | Регулярный сезон | Регулярный сезон | Регулярный сезон | Регулярный сезон | Регулярный сезон | Регулярный сезон | Регулярный сезон | Регулярный сезон | Серия плей-офф | Серия плей-офф | Серия плей-офф | Серия плей-офф | Серия плей-офф | Серия плей-офф | Серия плей-офф | Серия плей-офф | Серия плей-офф | Серия плей-офф | Серия плей-офф |
| Сезон                                                                                    | Команда               | GP               | GS               | MPG              | FG%              | 3P%              | FT%              | RPG              | APG              | SPG              | BPG              | PPG              | GP             | GS             | MPG            | FG%            | 3P%            | FT%            | RPG            | APG            | SPG            | BPG            | PPG            |
| ---------------------------------------------------------------------------------------- | --------------------- | ---------------- | ---------------- | ---------------- | ---------------- | ---------------- | ---------------- | ---------------- | ---------------- | ---------------- | ---------------- | ---------------- | -------------- | -------------- | -------------- | -------------- | -------------- | -------------- | -------------- | -------------- | -------------- | -------------- | -------------- |
| 2013/14                                                                                  | Делавэр Эйти Севенерс | 1                | 1                | 40,7             | 35,7             | 25,0             | 88,9             | 5,0              | 5,0              | 1,0              | 0,0              | 19,0             | Не участвовал  | Не участвовал  | Не участвовал  | Не участвовал  | Не участвовал  | Не участвовал  | Не участвовал  | Не участвовал  | Не участвовал  | Не участвовал  | Не участвовал  |
| 2014/15                                                                                  | Санта-Круз Уорриорз   | 29               | 25               | 36,0             | 47,4             | 37,4             | 72,9             | 4,8              | 7,4              | 1,1              | 0,1              | 21,3             | 7              | 3              | 35,5           | 47,7           | 35,7           | 67,3           | 3,4            | 4,7            | 0,7            | 0,4            | 20,7           |
| 2015/16                                                                                  | Санта-Круз Уорриорз   | 21               | 21               | 41,0             | 49,1             | 34,3             | 78,9             | 6,8              | 6,0              | 1,1              | 0,2              | 28,4             | Не участвовал  | Не участвовал  | Не участвовал  | Не участвовал  | Не участвовал  | Не участвовал  | Не участвовал  | Не участвовал  | Не участвовал  | Не участвовал  | Не участвовал  |
|                                                                                          | Всего                 | 51               | 47               | 38,2             | 48,0             | 35,8             | 76,5             | 5,6              | 6,7              | 1,1              | 0,1              | 24,2             | 7              | 3              | 35,5           | 47,7           | 35,7           | 67,3           | 3,4            | 4,7            | 0,7            | 0,4            | 20,7           |
| Наведите курсор мыши на аббревиатуры в заголовке таблицы, чтобы прочесть их расшифровку. |                       |                  |                  |                  |                  |                  |                  |                  |                  |                  |                  |                  |                |                |                |                |                |                |                |                |                |                |                |

### Статистика в NCAA
| Сезон | Команда | Conf  | Class | GP | GS | MPG  | FG%  | 3P%  | FT%  | RPG | APG | SPG | BPG | PPG  |
| --- | ------- | ----- | ----- | -- | -- | ---- | ---- | ---- | ---- | --- | --- | --- | --- | ---- |
| 2008/09 | Дьюк    | ACC   | FR    | 34 | 12 | 16,6 | 44,1 | 25,0 | 50,0 | 2,3 | 0,7 | 0,6 | 0,0 | 4,2  |
| 2009/10 | Мемфис  | CUSA  | SO    | 34 | 34 | 33,3 | 45,9 | 36,6 | 75,8 | 4,0 | 3,8 | 1,3 | 0,1 | 17,9 |
| Всего | Всего   | Всего | Всего | 68 | 46 | 24,9 | 45,4 | 34,5 | 71,9 | 3,1 | 2,2 | 1,0 | 0,1 | 11,1 |
| Наведите курсор мыши на аббревиатуры в заголовке таблицы, чтобы прочесть их расшифровку Статистика приведена с сайта sports-reference.com |         |       |       |    |    |      |      |      |      |     |     |     |     |      |

### Статистика в других лигах
| Сезон | Команда      | Лига             | GP | GS | MPG  | FG%  | 3P%  | FT%  | RPG | APG | SPG | BPG | PFL | TOV | PPG  |
| --- | ------------ | ---------------- | -- | -- | ---- | ---- | ---- | ---- | --- | --- | --- | --- | --- | --- | ---- |
| 2015/16 | Все клубы    | Все лиги         | 27 | 21 | 23,2 | 43,3 | 25,0 | 80,8 | 2,4 | 1,5 | 0,7 | 0,0 | 1,9 | 1,7 | 12,1 |
| 2015/16 | Панатинаикос | Чемпионат Греции | 17 | 11 | 21,4 | 46,2 | 26,8 | 76,8 | 2,1 | 1,8 | 0,8 | 0,1 | 1,4 | 1,6 | 11,5 |
| 2015/16 | Панатинаикос | Евролига         | 10 | 10 | 26,3 | 39,6 | 21,7 | 87,5 | 2,8 | 1,0 | 0,6 | 0,0 | 2,8 | 1,9 | 13,1 |
| Всего | Всего        | Всего            | 27 | 21 | 23,2 | 43,3 | 25,0 | 80,8 | 2,4 | 1,5 | 0,7 | 0,0 | 1,9 | 1,7 | 12,1 |
| Наведите курсор мыши на аббревиатуры в заголовке таблицы, чтобы прочесть их расшифровку Статистика приведена с сайта basketball.realgm.com |              |                  |    |    |      |      |      |      |     |     |     |     |     |     |      |